# Dizzy Up the Girl
Dizzy up the girl és el sisè àlbum d'estudi de la banda The Goo Goo Dolls, llançat el 22 de setembre de 1998 per Warner Bros. Records. L'àlbum és reconegut per dur la banda a l'èxit, encara que també ja havien tingut èxit amb el tema Name en 1995.
En aquest àlbum van editar els senzills Iris, Slide, Dizzy, Black balloon i Broadway.

## Llista de cançons
- 01 Dizzy
- 02 Slide
- 03 Broadway
- 04 January friend
- 05 Black balloon
- 06 Bullet proof
- 07 Amigone
- 08 All eyes on me
- 09 Full forever
- 10 Acoustic #3
- 11 Iris
- 12 Extra pale
- 13 Hate this place